# William Mgimwa
William Augustao Mgimwa (20 janvier 1950 - 1er janvier 2014) est un homme politique tanzanien, membre du Parlement de 2010 à sa mort. Il est également Ministre des Finances du 7 mai 2012 au 1er janvier 2014.
Il meurt à l'hôpital de Pretoria à l'âge de 63 ans.